# アンツィオ大作戦
『アンツィオ大作戦』（原題：Lo sbarco di Anzio / Anzio）は、1968年制作のアメリカ合衆国・イタリアの戦争映画。
第二次世界大戦末期のイタリア戦線で行われたアンツィオの戦いの映画化。エドワード・ドミトリク監督、ディノ・デ・ラウレンティス製作。

## あらすじ
第二次世界大戦末期の1944年1月22日、連合軍はイタリア半島のアンツィオに上陸した。
アメリカ軍の特別通信員エニスはアンツィオの町やローマを視察してドイツ軍の姿がないことを確認し、レスリー将軍に報告するとともに、進軍を勧めるが、将軍は敵の反撃に備えるため、それを拒否する。しかしある日、突如ドイツ軍が猛攻を仕掛け、部隊は壊滅状態に。生存者は760名中、エニスほかわずか7名だけであった。
エニスたちは地元の百姓女のエミリアの一家に匿ってもらい、反撃の機会を伺う。そして数日後、エニスたちはドイツ軍の建設中の要塞を発見、内部を調べ、これを報告すべく、カーソン将軍率いる第5大隊のもとに向かう。

## キャスト
| 役名             | 俳優                               | 日本語吹替                           | 日本語吹替                           |
| 役名             | 俳優                               | フジテレビ版                         | NETテレビ版                          |
| ---------------- | ---------------------------------- | ------------------------------------ | ------------------------------------ |
| ディック・エニス | ロバート・ミッチャム               | 小林清志                             | 浦野光                               |
| カーソン将軍     | ロバート・ライアン                 | 高塔正康                             | 木村幌                               |
| ラビノフ伍長     | ピーター・フォーク                 | 大塚周夫                             | 穂積隆信                             |
| レスリー将軍     | アーサー・ケネディ                 | 吉沢久嘉                             | 宮川洋一                             |
| スティムラー軍曹 | アール・ホリマン                   | 羽佐間道夫                           | 山田康雄                             |
| ムービー         | レニ・サントーニ                   |                                      | 井上真樹夫                           |
| リチャードソン   | マーク・ダモン                     |                                      | 石丸博也                             |
| ケッセリンク元帥 | ヴォルフガング・プライス           |                                      | 川久保潔                             |
| ドイル           | ジョセフ・ウォルシュ               |                                      |                                      |
| チェリーニ       | ジャンカルロ・ジャンニーニ         |                                      |                                      |
| アンディ         | トーマス・ハンター                 |                                      |                                      |
| エミリア         | エルサ・アルバーニ                 | 島美弥子                             |                                      |
| マーシュ         | アンソニー・スティール             |                                      |                                      |
| マッケンゼン     | トニオ・セルヴァルト               |                                      |                                      |
| スターキー       | パトリック・マギー                 |                                      |                                      |
| ルーク・ハワード | アーサー・フランツ                 |                                      |                                      |
| ヘンドリクス     | ウェイド・プレストン               |                                      |                                      |
| バーンズ         | ヴェナンティーノ・ヴェナンティーニ |                                      |                                      |
| 不明 その他      |                                    |                                      | 阪脩 納谷六朗 糸博 上田敏也 杉田俊也 |
|                  |                                    |                                      |                                      |
| 演出             | 演出                               |                                      | 小林守夫                             |
| 翻訳             | 翻訳                               |                                      | 木原たけし                           |
| 効果             | 効果                               |                                      | 遠藤堯雄                             |
| 調整             | 調整                               |                                      | 前田仁信                             |
| 制作             | 制作                               |                                      | 東北新社                             |
| 解説             | 解説                               |                                      | 淀川長治                             |
| 初回放送         | 初回放送                           | 1973年1月12日 『ゴールデン洋画劇場』 | 1976年2月8日 『日曜洋画劇場』        |

※日本語音声はソフト未収録